# Los Solidarios
Los Solidarios war eine der aus dem illegalen Untergrund operierenden bewaffneten Grupos de Afinidad (Bezugsgruppen), die in Spanien ab 1917 im Rahmen großer sozialer Unruhen entstanden. 
1922 formierten sich die Anarchisten Buenaventura Durruti, Francisco Ascaso, Gregorio Jover und Juan García Oliver in Barcelona zur Gruppierung "Los Justicieros" (span.: Die Gerechten).
Die Mitglieder der Gruppe kannten sich schon seit 1920 aus San Sebastián, als Durutti aus seinem französischen Exil nach Spanien zurückgekehrt war, weshalb bisweilen auch dieses Jahr als Gründungsdatum der Gruppe angesehen wird.
Sie sahen sich als proletarische Gegenorganisation zu den Pistoleros, einer ebenfalls bewaffneten, politisch rechts orientierten Schlägertruppe, die oft im Interesse von größeren Industrieunternehmen gewaltsam gegen streikende Arbeiter vorging und möglicherweise auch von den Arbeitgebern damit beauftragt wurde.
Irgendwann wurden aus Los Justicieros die Los Solidarios (span.: ‚Die Solidarischen‘), welche in Form von unabhängigen Zellen organisiert waren und sich ab 1927 als eine Kampfgruppe der Federación Anarquista Ibérica (FAI) betrachtete, dem militanten Arm der anarchosyndikalistischen Gewerkschaft Confederación Nacional del Trabajo, die bis zu ihrem Verbot 1939 mit etwa 2 Millionen Mitgliedern die größte Gewerkschaft Spaniens war.
Los Solidarios übte einige gegen die Regierung und andere Vertreter der herrschenden Klasse gerichtete Sprengstoffanschläge und Attentate aus, zu deren prominentesten Todesopfern Kardinal Juan Soldevila y Romero zählt, der damalige Erzbischof von Saragossa, der am 4. Juni 1923 in seinem Auto auf offener Straße von einem Attentäter der Gruppe erschossen wurde.
Auch im spanischen Bürgerkrieg war die Gruppe mit ihrer Guerillataktik aktiv im Kampf gegen die Truppen des General Franco beteiligt. Buenaventura Durruti, der prominenteste Vertreter von Los Solidarios, der bis heute als Volksheld der spanischen Anarchisten gilt, wurde während des Bürgerkriegs 1936 unter ungeklärten Umständen erschossen.